# Роз'їзд 17
Роз'ї́зд 17 (каз. рзд.17) — станційне селище у складі Ісатайського району Атирауської області Казахстану, хоча і знаходиться на території Махамбетського району. Входить до складу Аккістауського сільського округу.
У радянські часи селище називалось Туманне.
Населення — 337 осіб (2021; 388 у 2009, 408 у 1999, 357 у 1989).